# Duomo di Vienna
La Cattedrale di Santo Stefano e Tutti i Santi, o Duomo di Vienna, in tedesco: Dom- und Metropolitankirche zu St. Stephan und allen Heiligen, è il principale luogo di culto cattolico della città di Vienna, in Austria, sede vescovile dell'arcidiocesi omonima. Il monumentale edificio è uno dei simboli della città: i viennesi lo chiamano Steffl dal nome colloquiale della piccola statua di santo Stefano collocata in cima alla guglia della torre settentrionale in facciata. Il campanile, uno dei più alti del mondo, è visibile da quasi ogni punto della città.

## Storia
Le fondazioni dell'edificio risalgono al 1147, quando sul luogo dell'attuale cattedrale venne realizzata una chiesa di pianta romanica. Una seconda più grande struttura sempre di pianta romanica fu edificata nel XIII secolo, e di essa ci rimangono il Portale dei Giganti e le due Torri dei Pagani (Heidentürme). Fu solo tra il XIV e il XV che la chiesa assunse una conformazione gotica. Ulteriori aggiunte vennero effettuate dagli Asburgo, tra cui l'edificazione della torre settentrionale. Nel 1515 vi venne celebrato il doppio matrimonio tra i nipoti di Massimiliano e i figli del re di Ungheria. Nel 1916 vi si tennero i funerali dell'imperatore Francesco Giuseppe. La cattedrale fu gravemente danneggiata dai bombardamenti degli Alleati e dall'incendio che ne seguì nel 1945. Tre anni più tardi vennero completati i lavori di ricostruzione e restauro della chiesa.

## Descrizione

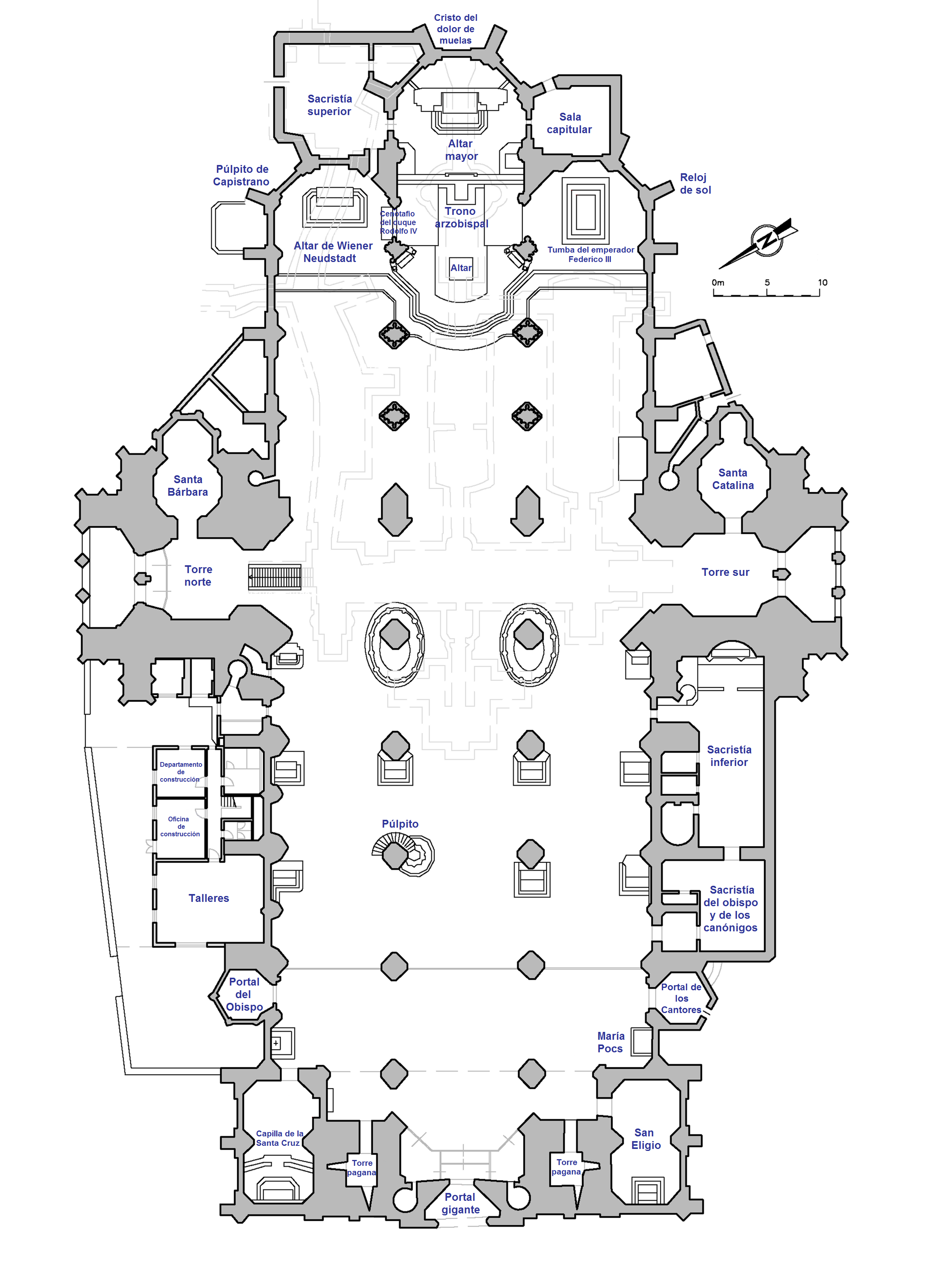

### Esterno

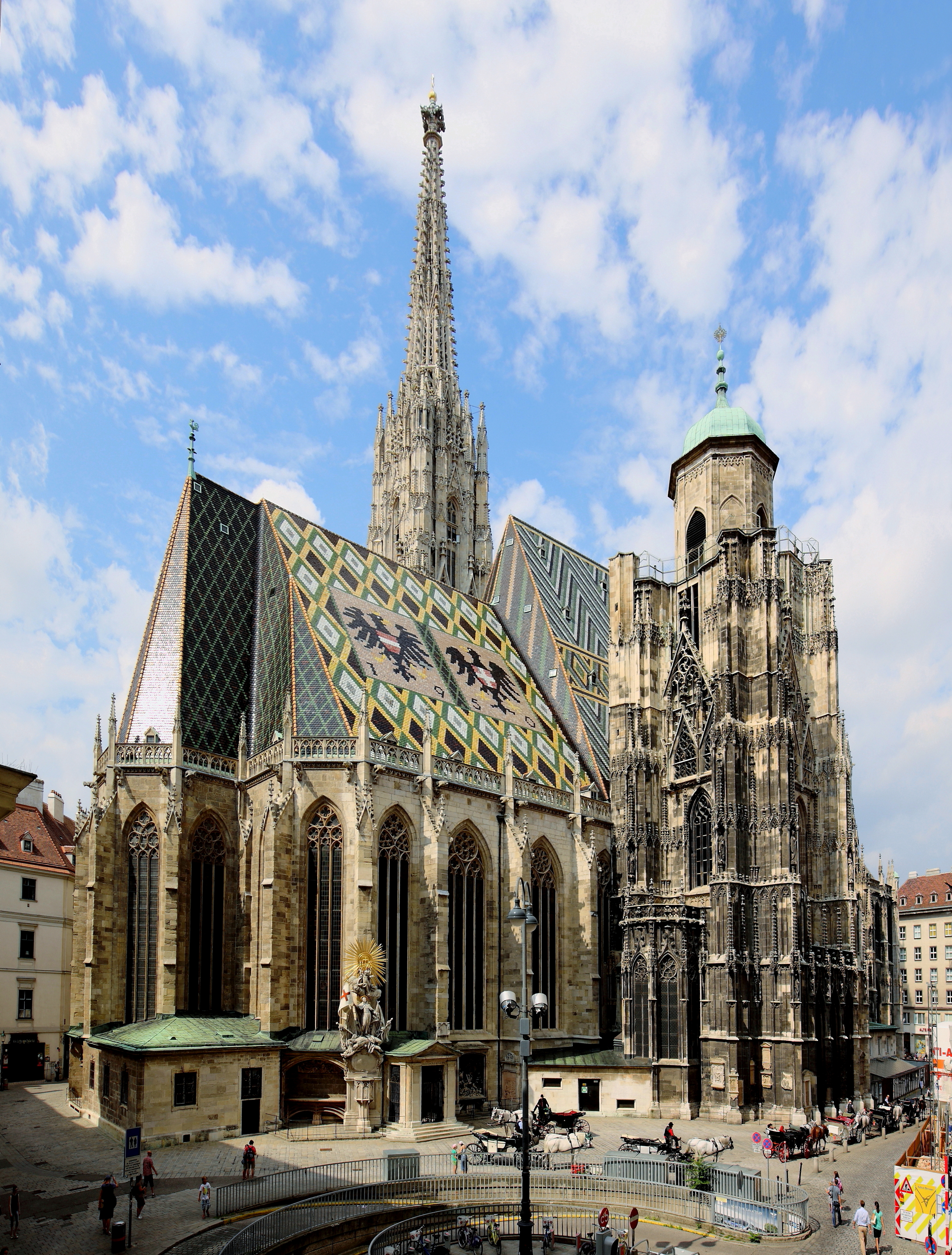
Veduta della parte del coro dello Stephansdom; in primo piano la Nordturm incompleta

La facciata dell'ingresso principale è costituita dalla "Porta dei giganti" e dalle due torri gemelle dette "Torri dei Pagani" (nördlicher e südlicher Heidenturm). Il portale fu così battezzato dopo il ritrovamento, nel XV secolo, di un osso di mammut nelle fondazioni del sito. Le torri invece sono chiamate "dei Pagani" perché si ergono sul luogo in cui nell'antichità sorgeva un tempio pagano. Sul lato sinistro vi è invece la "Porta dei Cantori", ingresso un tempo riservato ai fedeli di sesso maschile. 
La torre campanaria a nord (Nordturm), coperta nel 1556, ospita nella cupola la Pummerin, la grande campana di 20 tonnellate ottenuta dalla fusione di cento palle di cannone sparate dai Turchi contro le mura viennesi durante l'assedio della città. La campana venne realizzata nel 1711, ma nel 1945 crollò per i bombardamenti ed è stata ricostruita dai pezzi di quella precedente. La torre nord è incompleta, e una leggenda ritiene che il completamento non avvenne perché il suo architetto Hans Puchsbaum ruppe un patto col demonio e venne fatto precipitare giù dalla struttura. 
La più alta di tutte le torri è quindi il campanile a sud (Südturm), cuspidato, alto ben 137 metri e piazzato singolarmente al lato del corpo principale dell'edificio. La guglia medievale venne demolita nel XIX secolo e ricostruita dall'architetto Friedrich von Schmidt secondo i criteri dell'architettura neogotica: il campanile rinnovato venne inaugurato il 18 agosto 1864, giorno del compleanno dell'imperatore Francesco Giuseppe d'Asburgo. La piattaforma panoramica che dà una notevole vista della città è raggiungibile dopo aver percorso 343 gradini. Al suo interno alloggiano le 11 campane del concerto, che vengono utilizzate per le funzioni liturgiche. Esse sono state fuse dalla fonderia locale Pfundner nel 1960, a sostituzione delle precedenti campane che ad oggi sono collocate nella Heidenturm settentrionale (in facciata). La campana più grande ha un diametro di 198,7 cm, un peso di 5221,5 kg ed è intonata in Lab2 calante.
Di squisita fattura è infine il tetto maiolicato, completamente rivestito da ben 250.000 tegole smaltate che formano lo stemma dell'aquila bicefala degli Asburgo; il tetto fu certosinamente ristrutturato dopo i danni della Seconda guerra mondiale. Da esso si affacciano i tradizionali doccioni o gargolle. Sul lato nord-occidentale è infine posto il pulpito di san Giovanni da Capistrano, realizzato nel XVIII secolo. Il santo francescano la cui statua è posta sopra il pulpito predicò proprio da quel punto contro l'invasione turca portando alla vittoria dell'esercito cristiano nel 1456 nell'assedio di Belgrado.

### Interno

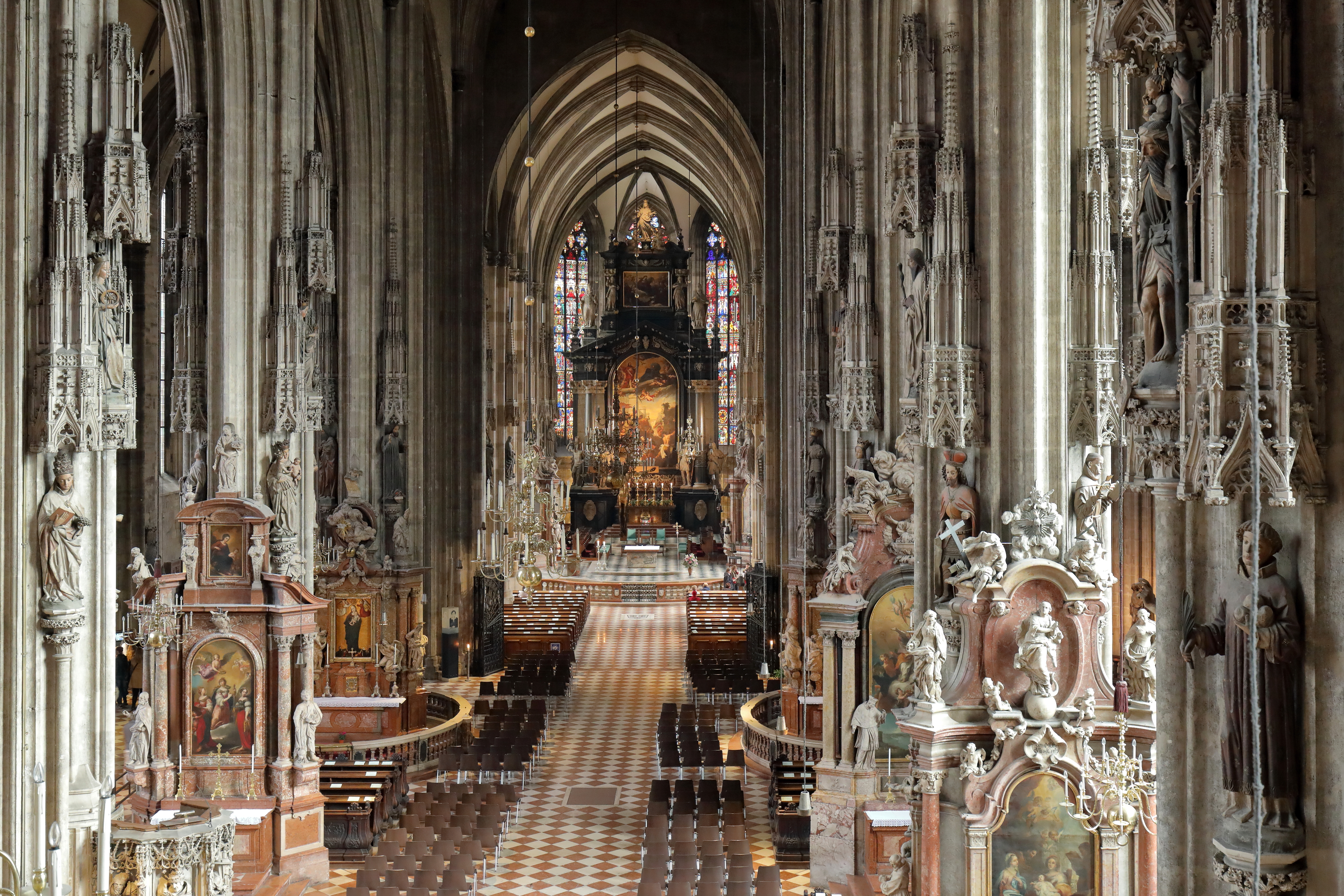
La navata centrale

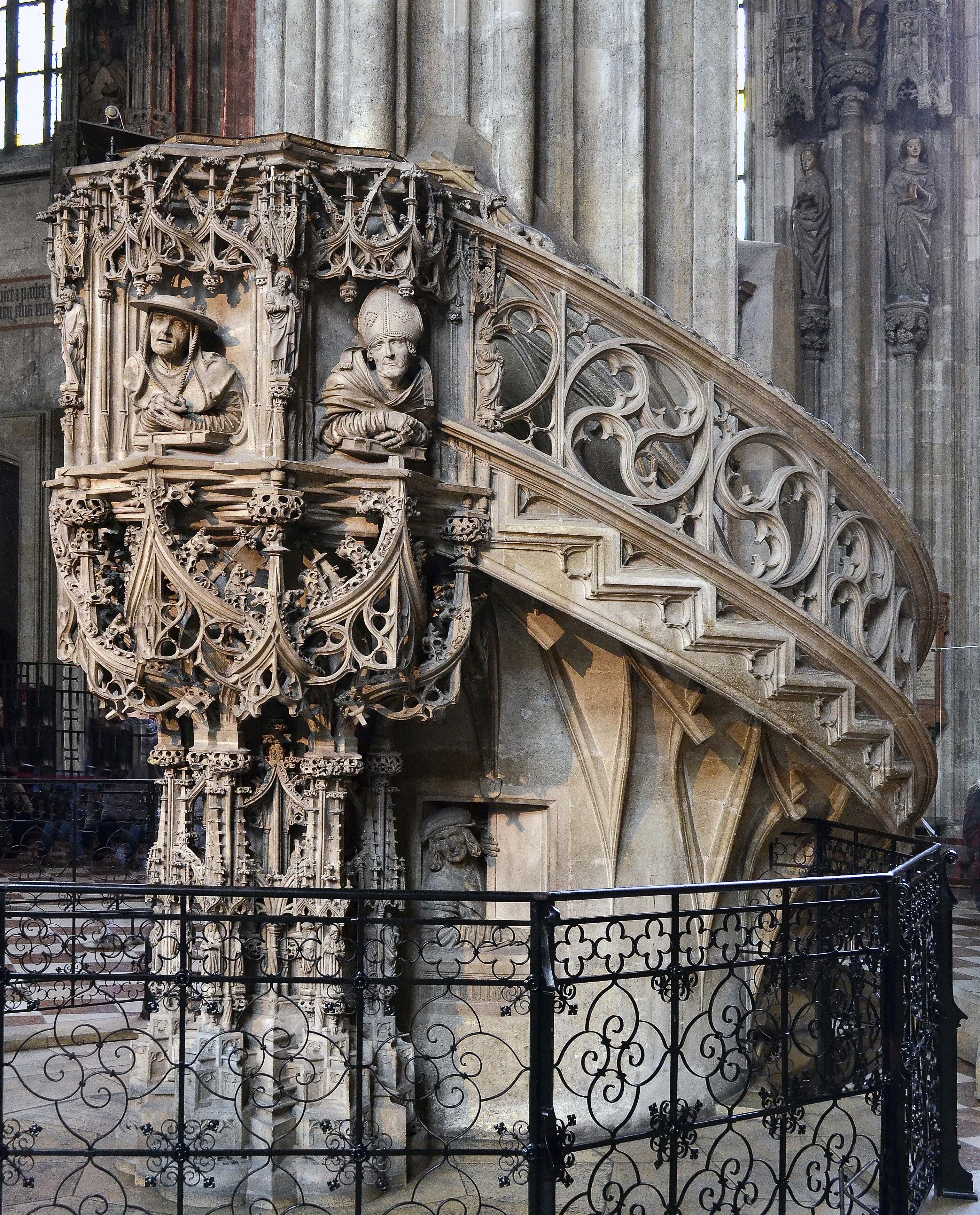
Il celebre Pilgramkanzel.

L'imponente volta sostenuta da alte colonne riccamente decorate dà all'interno dell'edificio un tocco di semplice grandiosità. Subito sopra l'ingresso principale si può ammirare l'organo installato nel 1960 in sostituzione di uno più grande risalente al tardo XIX secolo e distrutto durante la guerra.
Domina la navata centrale il fastoso Pilgramkanzel, pulpito gotico realizzato nel 1510 da Anton Pilgram e decorato con le statue dei quattro Padri della Chiesa, nonché da piccole sculture di animali diabolici scacciati da un cane. Da una piccola finestrella più sotto, la Fenstergucker, si affaccia lo stesso Pilgram, mentre sul lato sinistro della chiesa, sotto la cantoria gotica dell'organo, c'è un altro autoritratto del grande architetto, rappresentato con gli strumenti da lavoro, compasso e squadra.
L'altare maggiore barocco in marmo risale al 1641 ed è opera dell'architetto Johann Jacob Pock e al centro ospita un grande dipinto che presenta il Martirio di Santo Stefano, patrono della cattedrale, opera del pittore tedesco Tobias Pock, autore anche della pala dell'altare laterale dedicato ai santi Pietro e Paolo, e fratello di Johann Jacob.
A lato dell'altare c'è la tomba in marmo rosso dell'imperatore Federico III. Dall'altro lato si trova, invece, l'altare di Wiener Neustadt, commissionato dall'imperatore Federico III. L'altare è decorato da 72 dipinti di santi e da pannelli scultorei raffiguranti scene della vita della Vergine Maria e di Cristo. Numerose, nella cattedrale, le statue e le icone di Cristo e della Madonna associate a leggende popolari. La statua di Cristo crocifisso sembra abbia una barba vera che cresce ancora oggi, mentre il Cristo del mal di denti sarebbe solito punire i peccatori colpendoli appunto col mal di denti.
La statua della Madonna dei Servi venne invece in soccorso a una cameriera accusata di aver rubato al proprio padrone. L'icona della Madonna di Pécs è pregata dai fedeli che hanno delle persone care malate, poiché si dice che l'immagine abbia versato lacrime. Fu questa Madonna ad aiutare il principe Eugenio di Savoia nella vittoria sui turchi, e proprio nella Cappella Tirna, posta di fronte al baldacchino con l'icona, c'è la tomba del principe Eugenio.

### Organo a canne

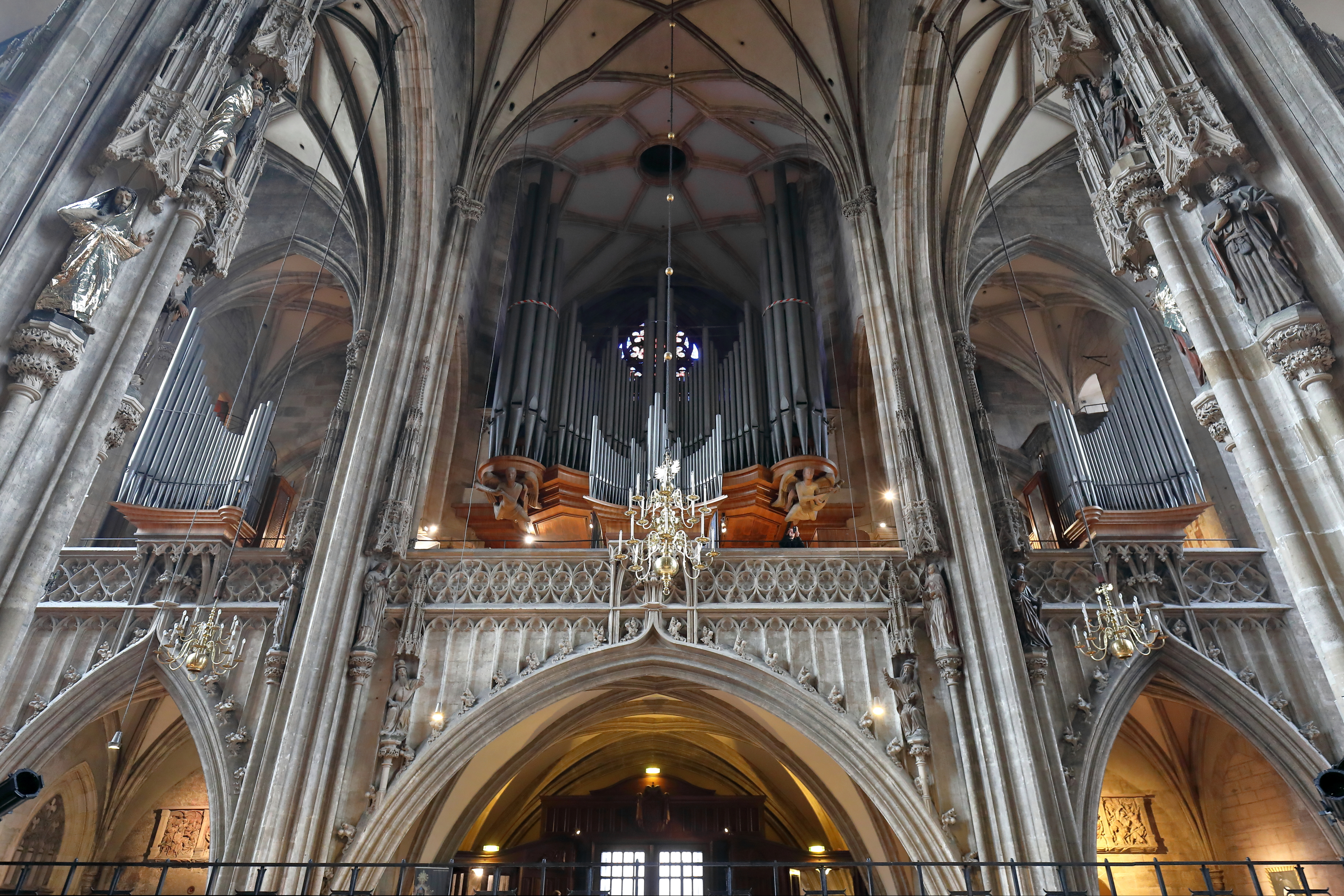
L'organo maggiore

Il primo documento in cui si parla di un organo presente all'interno della cattedrale risale al 1334: questo stesso organo, poi, nel 1513 venne ampliato e collocato al di sopra di una cantoria costruita da Anton Pilgram. Nel 1508, invece, era stato creato un altro organo, ed un altro ancora venne installato nei pressi del coro nel 1701, che venne ampliato nel 1720. Nel 1797 i due organi più antichi vennero rimossi e rimpiazzati da un grande strumento di 41 registri. Nel 1886 venne inaugurato il nuovo organo costruito da Eberhard Friedrich Walcker; verrà distrutto nel 1945 da un furioso incendio. Johann Marcellinus Kauffmann venne incaricato della costruzione di un nuovo grande organo nel 1959, che venne inaugurato nel 1960. Dal 1991 quest'organo cadde in disuso e venne sostituito da quello della navata. Nel 2017 lo strumento è stato completamente smontato e, preservandone il prospetto e circa metà delle canne, inglobato nel nuovo organo opera della Rieger Orgelbau, completato e inaugurato nel 2020. L'odierno organo maggiore ha 130 registri ed è comandato da due consolle, ciascuna con cinque manuali e pedaliera.
Nel 1991 è stato costruito dalla Rieger Orgelbau il nuovo organo principale della cattedrale, con il compito di ricoprire il ruolo primario che fino ad allora era stato affidato all'organo Kauffmann. Si tratta di un organo a trasmissione mista con quattro tastiere e pedaliera per un totale di 55 registri; esso è collocato nella navata laterale sinistra.
Nel 2009 la Rieger Orgelbau realizza un organo mobile dedicato a Franz Joseph Haydn e utilizzato principalmente durante le celebrazioni agli altari laterali; esso ha due tastiere e pedaliera per un totale di 12 registri.

## Le catacombe

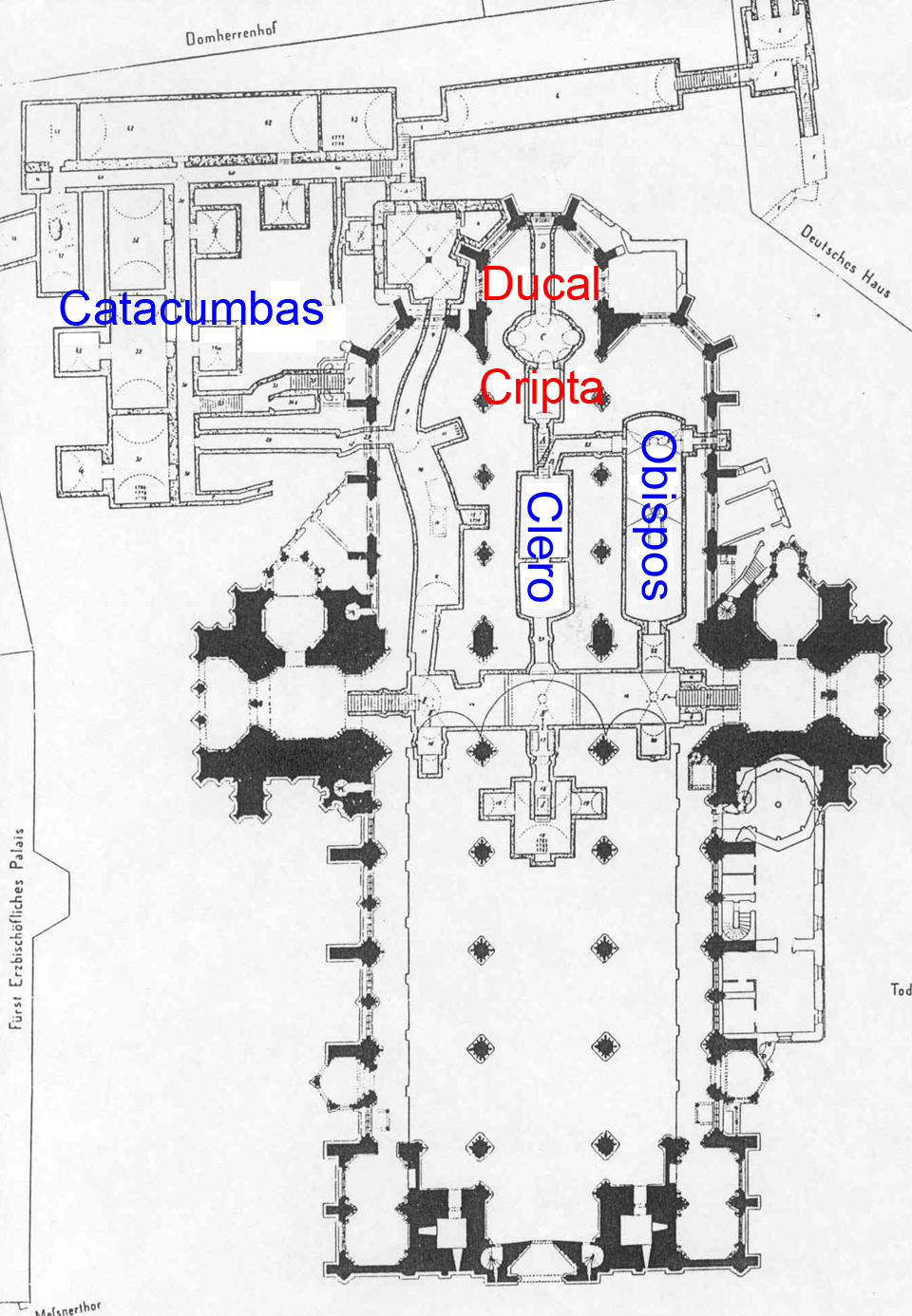

Le catacombe di Santo Stefano sono costituite da due sezioni: una parte più antica, del XIV secolo, risalente al periodo di edificazione della chiesa gotica, ed una parte più recente, del XVIII secolo. La sezione più antica è stata sottoposta a continui restauri, poiché è tuttora usata, come già in passato, come luogo di sepoltura.

### Cripta dei vescovi
Nel primo vano del percorso sotterraneo vengono inumati fino a tutt'oggi gli arcivescovi di Vienna. All'anno 2015, l'ultimo arcivescovo deposto nelle catacombe è stato il cardinale Franz König.

### Cripta ducale
Nel secondo vano si trova la cosiddetta "Cripta ducale". Qui, tra il 1360 e il 1470, vennero sepolti i primi arciduchi d'Austria, della Casa d'Asburgo. Al centro riposa il duca Rodolfo IV il Fondatore ((DE)  der Stifter). Egli meritò questo appellativo avendo finanziato la costruzione di gran parte del duomo gotico di Santo Stefano; inoltre, nel 1365 Rodolfo aveva fondato l'università di Vienna. Morì di peste cinque mesi più tardi, a soli ventisei anni di età, a Milano.
In nicchie laterali sono collocate delle urne di rame, dove si conservano le interiora degli Asburgo. Dal XVII secolo, infatti, gli Asburgo si fecero imbalsamare, rendendo necessaria l'eviscerazione. I cuori venivano riposti in urne d'argento, collocate nella chiesa degli Agostiniani, presso la residenza imperiale della Hofburg. Gli altri organi venivano conservati nelle catacombe della cattedrale, mentre le salme venivano imbalsamate e inumate nella Cripta Imperiale della chiesa dei Cappuccini. L'ultimo a essere seppellito in questo modo fu, nel 1878, Francesco Carlo, il padre dell'imperatore Francesco Giuseppe.

### Lapidarium
In una sala delle catacombe è ospitato il museo lapideo della cattedrale. Qui sono conservati garguglie, pietre tombali e altre figure tratte dagli esterni del duomo, ora sostituite da copie.

### Cripta dei canonici
In questo ambiente, dietro alle lastre di pietra, vengono inumati i membri del capitolo della cattedrale.

### Catacombe del XVIII secolo
È la parte più recente delle catacombe, ma poiché non viene più impiegata né restaurata dal 1783 appare più vetusta della parte antica.
Dopo che, nel 1739, fu necessario chiudere gli spazi cimiteriali all'interno delle mura cittadine, per decreto dell'imperatore Carlo VI d'Asburgo venne allestito un grande cimitero ipogeo sotto la piazza di Santo Stefano. In un primo vano si nota una camera sepolcrale in cui venivano accatastate circa 400 bare. Quando lo spazio era colmo, la stanza veniva murata. In totale, nel corso di quarant'anni, vennero inumate qui circa 11.000 persone.
È presente anche una fossa comune: essa venne realizzata durante l'ultima epidemia di peste che Vienna conobbe, nel 1713. Originariamente era soltanto una buca scavata nella piazza di Santo Stefano, in cui furono gettate tra le 800 e le 1.000 salme.
Al termine del percorso delle catacombe si trova anche un ossario: poiché nelle catacombe lo spazio per le bare era comunque limitato, vi venivano condotti dei carcerati, con il compito di svuotare i grandi vani, di pulire le ossa e di ammucchiarle in camere più piccole. In questo modo si risparmiava molto spazio e i vani grandi erano sgomberi per nuove inumazioni.
Nel 1783 questo cimitero pubblico venne definitivamente chiuso, ed entrarono in funzione soltanto i cimiteri all'esterno della cinta muraria cittadina.
Qui venne sepolto anche Luigi III Gonzaga (†1819), ultimo erede dei Gonzaga di Castiglione.

## Campane

### Campanile nord (Nordturm)
| nome     | nota | peso (kg) | diametro (mm) | fusione | fonderia                   |
| Pummerin | Do2  | 20.130    | 3140          | 1951    | St. Florian (Alta Austria) |

### Campanile sud (Südturm)
| n° | nome                                                        | nota | peso (kg) | diametro (mm) | fusione | fonderia               |
| 1  | Stephanusglocke (S. Stefano) o 'Halbpummerin'               | Sol2 | 5.221,5   | 1.987         | 1960    | Josef Pfundner, Vienna |
| 2  | Leopoldsglocke (S. Leopoldo)                                | Do3  | 2.193     | 1.506         | 1960    | Josef Pfundner, Vienna |
| 3  | Christophorusglocke (S. Cristoforo)                         | Mi♭3 | 1.286     | 1.257         | 1960    | Josef Pfundner, Vienna |
| 4  | Leonhardsglocke (S. Leonardo)                               | Fa3  | 956       | 1.120         | 1960    | Josef Pfundner, Vienna |
| 5  | Josefsglocke (S. Giuseppe)                                  | Sol3 | 593       | 1.000         | 1960    | Josef Pfundner, Vienna |
| 6  | Petrus-Canisius-Glocke (S. Pietro Canisio)                  | Si♭3 | 388       | 860           | 1960    | Josef Pfundner, Vienna |
| 7  | Pius-X.-Glocke (Papa Pio X)                                 | Do4  | 266,9     | 750           | 1960    | Josef Pfundner, Vienna |
| 8  | Allerheiligenglocke (Ognissanti)                            | Re4  | 261,4     | 710           | 1960    | Josef Pfundner, Vienna |
| 9  | Clemens-Maria-Hofbauer-Glocke (San Clemente Maria Hofbauer) | Fa4  | 108,9     | 560           | 1960    | Josef Pfundner, Vienna |
| 10 | Erzengel-Michael-Glocke (S. Michele arcangelo)              | La4  | 63,9      | 450           | 1960    | Josef Pfundner, Vienna |
| 11 | Tarzisiusglocke (S. Tarcisio)                               | Do5  | 44,4      | 390           | 1960    | Josef Pfundner, Vienna |

### Heidenturmnord (accanto alla facciata principale)
| n° | nome                                     | nota  | peso (kg) | diametro (mm, circa) | fusione    | fonderia                      |
| 1  | Feuerin (Campana del fuoco)              | Mi♭3  | 1.750     | 1.410                | 1879       | Friedrich Gössner             |
| 2  | Kantnerin o Gnandt (Campana dei cantori) | Mi♭3  | 1.250     | 1.300                | 1772       | Franz Josef Scheichel         |
| 3  | Fehringerin                              | Sol♭3 | 750       | 1.100                | 1772       | Franz Josef Scheichel         |
| 4  | Bieringerin (Campana della birra)        | La♭3  | 530       | 980                  | 1772       | Franz Josef Scheichel         |
| 5  | Churpötsch                               | Do4   | 290       | 790                  | 1772       | Franz Josef Scheichel         |
| 6  | Zügenglocke (Campana dei morenti)        | Mi♭4  | 150       | 650                  | 1830       | Bartholomäus Kaffel           |
| 7  | Chorglöckl                               | Sol4  | 212       | 620                  | circa 1280 | Konrad di Monaco (di Baviera) |

### Altre campane
| n° | nome          | nota | peso (kg, circa) | diametro (mm, circa) | fusione | fonderia              | collocazione           |
| I  | Uhrschälle    | Re♭3 | 1500             | 1490                 | 1449    | Straiffing ed Obrecht | guglia della Torre Sud |
| II | Primglöcklein | Sol4 | 140              | 600                  | 1771    | Franz Josef Scheichel | guglia della Torre Sud |

| n° | nome                            | nota | peso (kg, circa) | diametro (mm, circa) | fusione | fonderia              | collocazione                |
| 1  | Speisglocke (Campana dei pasti) | Do4  | 240              | 735                  | 1746    | Johann Josef Pfrenger | Torre Nord (in esposizione) |

## Manifestazioni ed eventi
Il 30 novembre di ogni anno a partire dal 2017, la cattedrale ha ospitato un evento pro-LGBTQ di raccolta fondi a favore delle vittime dell'AIDS, autorizzato e partecipato da alti prelati della Chiesa Cattolica austriaca.

## Galleria d'immagini

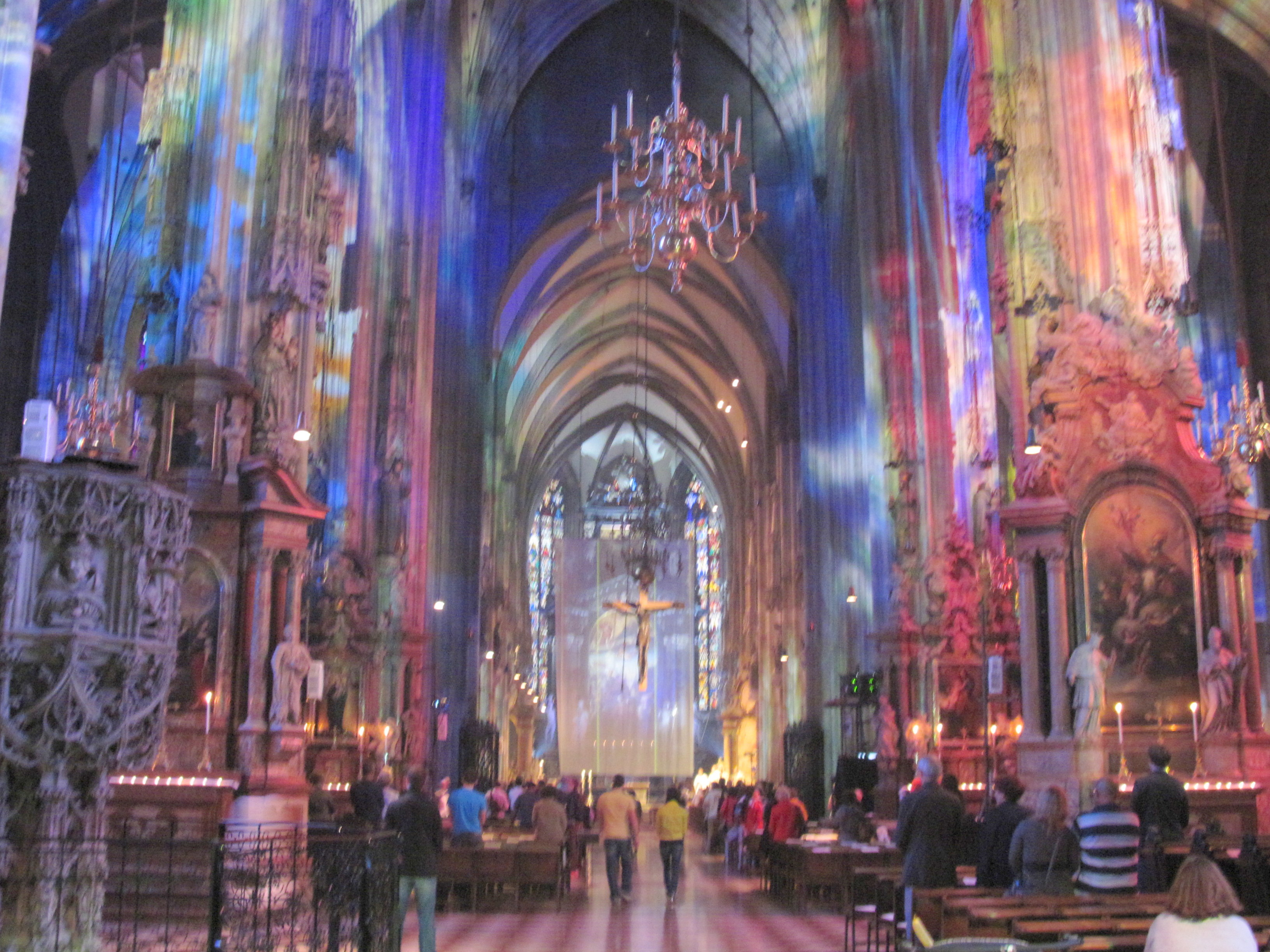
L'interno in serata
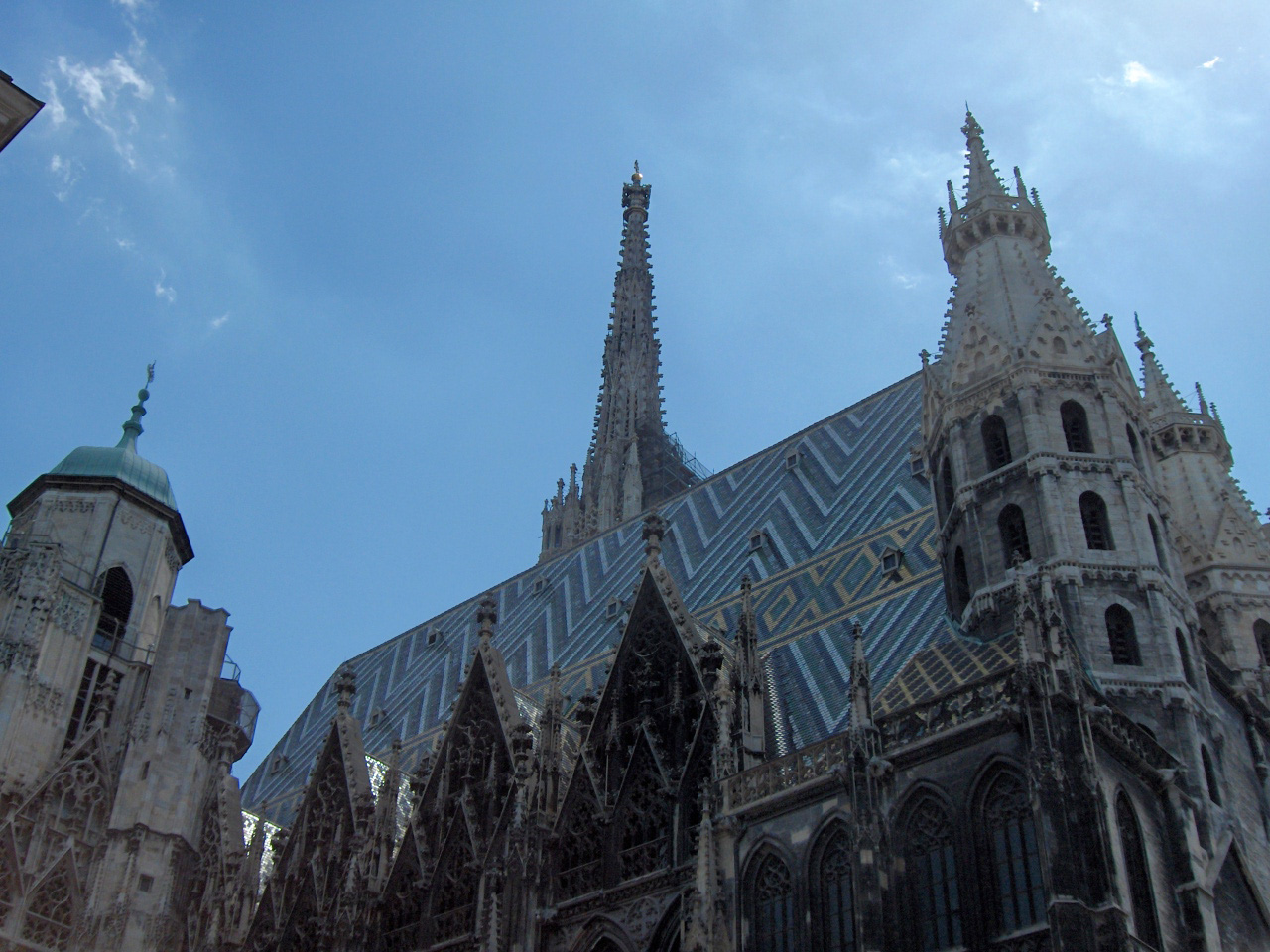
Le torri della cattedrale; da sinistra a destra: Nordturm (con il cupolino di rame cinquecentesco), Südturm (di cui è qui visibile soltanto la cuspide neogotica), nordlicher Heidenturm e südlicher Heidenturm
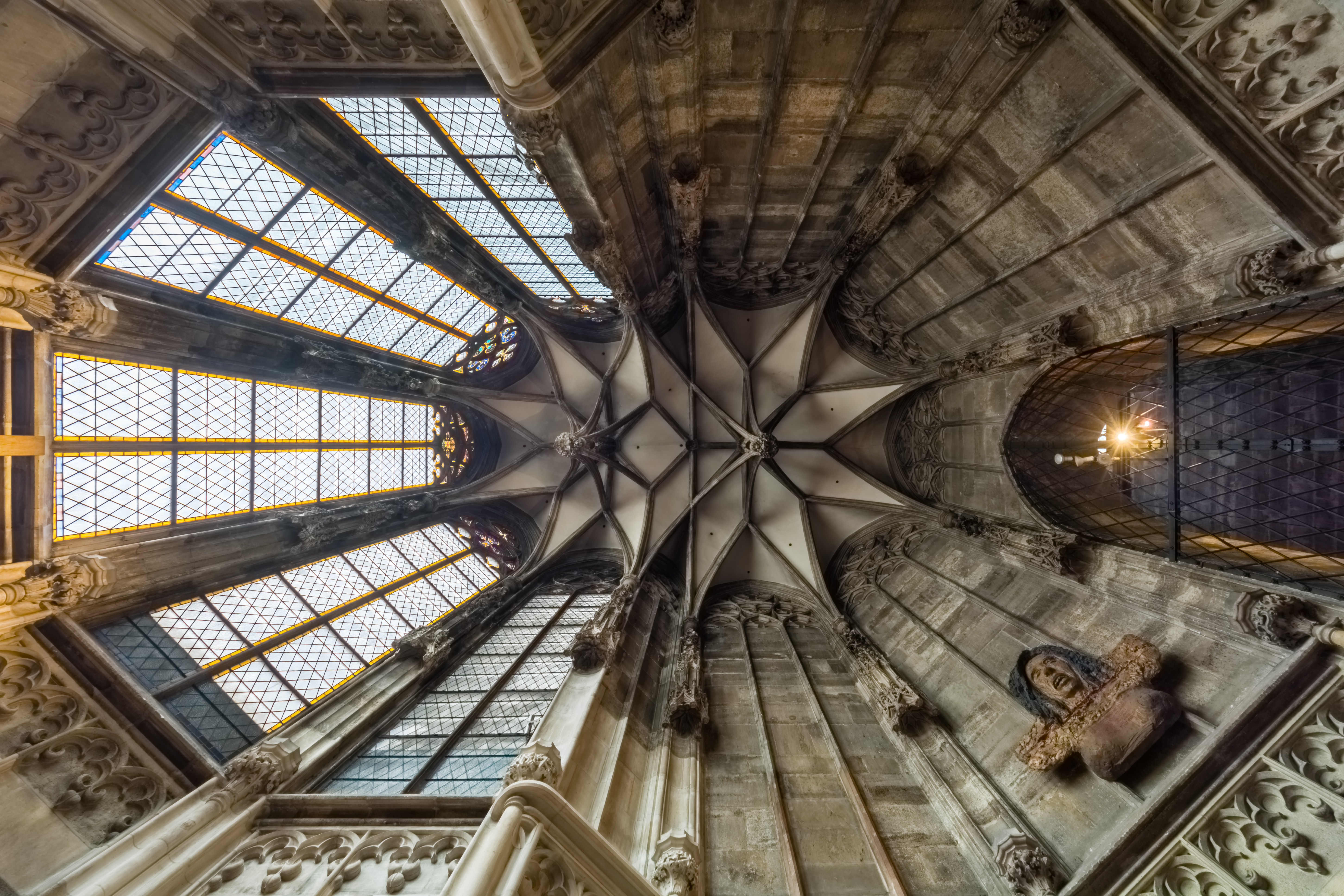
Cappella di Santa Barbara